# 亞泰集團
吉林亞泰集團股份有限公司（上交所：600881）是中國吉林省一家国有控股的綜合企業，以地產、水泥、證券為主業，還涉及煤炭、醫藥、貿易等行業。公司在1979年成立，並在1995年11月15日於上海證券交易所上市。

## 連結
- 吉林亞泰集團股份有限公司 （页面存档备份，存于）